# Saint-Broing-les-Moines
Saint-Broing-les-Moines è un comune francese di 190 abitanti situato nel dipartimento della Côte-d'Or nella regione della Borgogna-Franca Contea.

## Società

### Evoluzione demografica
Abitanti censiti